# Омегаверс
Омегаверс, также известный как А/В/О (аббревиатура от «альфа/бета/омега») — поджанр спекулятивной эротической фантастики и изначально поджанр эротических слэш-фанфиков. Истории в этом жанре основаны на обществах, в которых люди разделены на иерархию доминирования: доминирующих «альф», нейтральных «бета» и покорных «омег», определяя, как они взаимодействуют друг с другом в романтическом, эротическом и сексуальном контексте.

## Жанровые характеристики
Художественная литература омегаверс сочетает в себе традиционные гендеры, такие как мужской или женский, с «вторичным полом» или «второй динамикой». Обычно он выбирается из одного из следующих:
- Альфа (α): социально (а в некоторых интерпретациях и биологически) доминирующий, физически сложенный, вспыльчивый и прирождённый лидер;
- Бета (β): в зависимости от истории – обычные люди, либо имеют сочетание черт Альфы и Омеги, или свои собственные уникальные черты;
- Омега (Ω): покорный, нежный, спокойный миротворец.

Поскольку омегаверс является разновидностью фолксономии, некоторые её аспекты включаются или исключаются по усмотрению автора рассказа. Иногда Беты отсутствуют или добавляются другие промежуточные полы, такие как Дельты и Гаммы.
|                | Мужской пол    | Мужской пол    | Женский пол    | Женский пол |
| Мужские органы | Женские органы | Мужские органы | Женские органы |             |
| -------------- | -------------- | -------------- | -------------- | ----------- |
| Альфа          | зелёная ✓      | ❌             | /              | /           |
| Бета           | зелёная ✓      | /              | /              | зелёная ✓   |
| Омега          | зелёная ✓      | зелёная ✓      | ❌             | зелёная ✓   |

Художественная литература об омегаверсе обычно фокусируется на волчьем или другом собачьем поведении людей, особенно в том, что касается полового акта и сексуальности, которые описываются как инстинктивные, реагирующие на животные физиологические стимулы. Это включает в себя гон и эструс, феромональное притяжение между Альфами и Омегами, пенисы с узлами, маркировку запахом, импринтинг, размножение, брачные обряды, структуры стаи и потенциально постоянные психические связи с партнёром. Между Альфами и Бетами только женщины могут иметь беременность, но мужчины-Омеги часто рассматриваются как способные забеременеть через матку, соединенную с прямой кишкой, а Альфы могут оплодотворять независимо от их основного пола. Чтобы облегчить проникновение и оплодотворение, омеги часто имеют самосмазывающиеся анусы.
В этом жанре часто присутствуют другие элементы фэнтези, такие как присутствие оборотней или других фантастических существ. В некоторых работах представлена жесткая кастовая система, в которой Альфы изображаются как элита высшего класса, а Омеги находятся на нижнем уровне и сталкиваются с дискриминацией и угнетением из-за своей физиологии, создавая пример биологического детерминизма. В более мрачных историях это приводит к половым актам без согласия или сомнительно по обоюдному согласию, принудительной беременности, похищению Омеги и сексуальному рабству.
Работы Омегаверса чаще всего сосредоточены на мужских парах, состоящих из Альфы и Омеги, хотя были созданы гетеросексуальные работы (к 2013 году около 10 %). Нетрадиционные пары часто фигурируют в японских работах.

## История
Истории связанные с омегаверсом появились в конце 1960-х годов в фанфиках по мотивам американского телесериала «Звездный путь». Эпизод 1967 года «Время безумия» вводит концепцию пон фарр, вулканского брачного цикла после того, как вулканские мужчины должны спариваться или умереть. Пон фарр стал популярным сюжетом для фанатских работ в фэндоме «Звёздный путь», особенно в фанфиках, посвящённых паре Кирк/Спок. Концепция спаривания гормональных циклов среди людей впоследствии была принята другими фэндомами и стала основным продуктом омегаверса.
Происхождение современного омегаверса обычно приписывается фэндому по американскому телесериалу «Сверхъестественное», как ответвлению поджанра эротических фанфиков о мужской беременности. Первые работы в поджанре омегаверс были опубликованы в середине 2010 годов.

## Влияние
Популярность жанра резко возросла после 2017 года среди авторов фанфиков. По состоянию на июль 2018 года на веб-сайте фанфиков Archive of Our Own было опубликовано более 39 000 фанатских работ в поджанре омегаверс, а по состоянию на 2020 год — более 70 000. В дополнение к этим производным произведениям, омегаверс превратился в отдельный жанр оригинальной коммерческой эротической фантастики: роман Дж. Л. Лэнгли «С осторожностью» 2007 года отмечен как первый коммерчески опубликованный роман с образами омегаверса. Более того, с января по июнь 2020 года на Amazon было опубликовано около 200 омегаверс-романов.
Омегаверс возник как поджанр как коммерческой, так и некоммерческой японской манги жанра яой и быстро приобрёл свою фанатскую аудиторию. Ещё большею популярность омегаверс приобрёл в Южной Корее, где в данном жанре начало публиковаться множество манхвы. В Китае, несмотря на популярность омегаверс, маньхуа данного жанра публикуется гораздо реже из-за давления цензуры.